# Elatostema tetratepalum
Elatostema tetratepalum är en nässelväxtart som beskrevs av Wen Tsai Wang. Elatostema tetratepalum ingår i släktet Elatostema och familjen nässelväxter. Inga underarter finns listade i Catalogue of Life.